# ديفيد ألدريدغ
ديفيد ألدريدغ (بالإنجليزية: David Aldridge)‏ هو كاتب وصحفي أمريكي، ولد في 10 فبراير 1965 في واشنطن العاصمة في الولايات المتحدة.